# Anthony Chen
Pour les articles homonymes, voir Chen.
Anthony Chen (né le 18 avril 1984) est un réalisateur de Singapour qui a obtenu la Caméra d'or lors du festival de Cannes 2013 pour Ilo Ilo. 

## Biographie
Anthony Chen commence son éducation cinématographique à 17 ans en fréquentant la Ngee Ann Polytechnic’s School of Film & Media Studies (en) de Singapour, puis il parfait son éducation cinématographique à la National Film and Television School de Londres, où il est désormais installé.

## Filmographie

### Longs métrages
- 2013 : Ilo Ilo
- 2019 : Wet Season
- 2023 : L'Echappée (Drift)
- 2023 : Un hiver à Yanji (The Breaking Ice)

### Courts métrages
- 2005 : G-23
- 2007 : Ah Ma
- 2008 : Haze
- 2009 : Hotel 66
- 2010 : Distance
- 2010 : Lighthouse
- 2011 : The Reunion Dinner
- 2012 : Karang Guni
- 2013 : Homesick

## Récompenses
- Festival de Cannes 2007 : Mention spéciale court-métrage pour Ah Ma
- Festival de Cannes 2013 : Caméra d'or pour Ilo Ilo